# Daniel Scavone
Daniel Scavone (Lommel, 3 september 1972) is een Belgisch voetballer. Als centrale verdediger speelde hij meer dan 200 duels in de hoogste Belgische voetbalafdeling.

## Carrière als speler
Scavone sloot zich op achtjarige leeftijd aan bij Lommel SK. Hij voltooide er zijn volledige jeugdloopbaan en sloot zich in 1992 aan bij het eerste elftal. Op 26 september 1992 debuteerde hij in het eerste elftal in het competitieduel in en tegen Sporting Charleroi. Zijn eerste twee jaar kwam Scavone voornamelijk als invaller in actie. Vanaf seizoen 1994-1995 was hij drie seizoenen lang basisspeler. In 1997 trok Scavone naar Lierse SK, dat het seizoen daarvoor kampioen was geworden.
Bij Lierse won Scavone als invaller de Belgische Supercup. Door de landstitel van Lierse kwam de club in 1997 ook uit in de groepsfase van de Champions League, waar Scavone vijfmaal in actie kwam, waarvan vier keer als invaller. Halverwege seizoen 1998-1999 werd hij uitgeleend aan KRC Harelbeke. Hij maakte hier het seizoen vol en trok vervolgens terug naar zijn eerst club Lommel, waarmee hij vervolgens naar tweede klasse degradeerde. Het verblijf in de tweede Belgische voetbalafdeling beperkte zich tot één jaar: Lommel kwalificeerde zich voor de finale van de Beker van België, waar het de degens kruiste met Westerlo. In de bekerfinale kwam Scavone als invaller in actie en kreeg hij een rode kaart.
Promovendus Lommel was daarna weer twee jaar actief in de Jupiler League, tot de club eind 2003 failliet werd verklaard. Scavone ging vervolgens aan de slag bij derdeklasser Bocholt VV. Na één seizoen trok hij naar fusieclub KVSK Overpelt-Lommel United, dat de opvolger moest worden van Lommel SK. Scavone was één jaar actief bij de fusieclub en ging vervolgens in lagere afdelingen spelen: eerst bij Verbroedering Maasmechelen, daarna bij Patro Eisden Maasmechelen, Verbroedering Balen en Ezaart Sport.

## Carrière als trainer
Nadat Scavone twee jaar actief was geweest als trainer bij de Molse club, werd hij in seizoen 2013-2014 speler-trainer bij Ezaart. Na drie seizoenen besloot hij een punt te zetten achter zijn trainerscarrière bij Ezaart om meer tijd vrij te maken voor zijn dochter, die actief was als wielrenster.
Scavone werd enkele maanden later trainer bij de Limburgse derde provincialer KFC Eksel, waar hij in zijn debuutseizoen onmiddellijk promoveerde naar de tweede provinciale. Ook in de tweede provinciale deed Scavone het bij Eksel voortreffelijk met een derde plaats, een tweede en daarna een eerste plaats, waardoor Eksel in seizoen 2019-2020 (het seizoen dat eerder werd stopgezet vanwege de coronapandemie) kampioen werd. In vier jaar tijd loodste Scavone Eksel met andere woorden van de derde naar de eerste provinciale. 
Eind 2021 werd bekend dat Scavone Eksel op het einde van het seizoen zal verlaten. Scavone was in totaal 6 seizoenen actief als coach voor de club. In december 2024 keerde Scavone terug naar Eksel, waar hij de job van T1 terug overnam van zijn toenmalig opvolger Bjorn Janssen. In de tussentijd was de Lommelaar niet actief in de voetbalwereld.  